# Сем Нил
Најџел Џон Дермот Нил (енгл. Nigel John Dermot Neill; рођен 14. септембра 1947. године у Оми, Тирон, Северна Ирска), познатији као Сем Нил (енгл. Sam Neill) је новозеландски филмски и телевизијски глумац. Познат је по улогама у филмовима Предсказање 3: Коначни обрачун, Парк из доба Јуре, Парк из доба јуре 3, Лов на црвени октобар, Коначни хоризонт, У устима лудила, Лов на дивљаке, Свет из доба јуре: Надмоћ, серији Бирмингемска банда и другим остварењима. Троструки кандидат за Златни глобус. Официр Реда Британске империје. Власник је велике винарије Два Падокса у провинцији Отаго, Нови Зеланд.

## Биографија
Нил је рођен у месту Ома, Северна Ирска. Био је други син Дермота Нила, војног официра, који је дипломирао у престижној школи Хероу Скул и Краљевској војној академији у Сандхeрсту. Његов отац припада трећој генерацији Новозеланђана (служио је у Северној Ирској након рата), док му је мајка Присила Енглескиња. Породица је поседовала компанију "Нил & Ко.", која се бавила продајом алкохолних пића на Новом Зеланду.
Нил и његова породица вратили су се на Нови Зеланд 1954. године, где је похађао англиканску школу за дечаке - Крајст колеџ у Крајстчерчу. Након тога ушао је на Универзитет у Кентерберију, где је студирао енглеску књижевност и где се први пут појавио као глумац. Затим је наставио студије на Универзитету краљице Викторије у Велингтону, где је стекао диплому из енглеске књижевности. Током високошколског образовања је добио надимак Сем, који је почео да користи у професионалном животу.
Био је ожењен новозеландском глумицом Лисом Хероу, са којом је 1983. године добио сина Тома. Године 1991. добио је ћерку, Елену, са шминкерком Норико Ватанабе, коју је Нил оженио 1989. године. Нил такође има сина, Ендрјуа, који је рођен када је Нил имао око 20 година - дао је дете на усвајање, али након низа година га је нашао и поново се с њим спојио.

## Глумачка каријера
Након година неприметног рада на филму на Новом Зеланду, као редитељ и глумац, Нил је добио своју прву главну улогу у филму Sleeping Dogs на Новом Зеланду 1977. године. Затим је глумио у аустралијском филму "Моја бриљантна каријера" (1979), где је играо у пару са Џуди Дејвис. Филм је освојио многе награде и постао класик локалне кинематографије. Године 1981. одиграо је главну улогу Демијана Торна у холивудском блокбастер-у Предсказање 3: Коначни обрачун. Крајем седамдесетих, Нилов ментор био је познати британски глумац Џејмс Мејсон.
Након што је Роџер Мур наступио у свом најновијем филму о Џејмсу Бонду 1985. године, Нил је био разматран за замену у следећем Бонду, Дах смрти. Током тестирања за улогу многима се допао, укључујући и режисера Џона Глена, али продуцент Каби Броколи изабрао је Тимотија Далтона за Бонда уместо њега. Почетком осамдесетих, Нил је стекао славу у Великој Британији захваљујући улогама у неколико драма, као што је Ајванхо, и главној улози у ТВ серији Рајли: Краљ шпијуна, за коју је добио прву номинацију за Златни глобус.
Сем Нил је познат по својим водећим и мањим улогама у великим (углавном америчким) филмовима, као што су Опасно море (1989), Клавир (1993), Сирене (1994). Често је играо Русе (Енигма, Доктор Живаго и Америка).

## Занимљивости
Нилу је понуђено да игра улогу вилењака Елронда у филмској трилогији Питера Џексона Господар прстенова, али је ту улогу морао да одбије због претходно уговорених обавеза око појављивања у трећем делу Парка из доба јуре (2001). Улога је отишла Хјугу Вивингу као резултат тога.
Подржава легализацију канабиса, па је због тога био и хапшен.